# Vília
Vília (Vilia) är en ort i Grekland.   Den ligger i prefekturen Nomarchía Dytikís Attikís och regionen Attika, i den sydöstra delen av landet, 40 km nordväst om huvudstaden Aten. Vília ligger 508 meter över havet och antalet invånare är 1 269.
Terrängen runt Vília är huvudsakligen kuperad, men västerut är den bergig. Runt Vília är det ganska glesbefolkat, med 32 invånare per kvadratkilometer. Närmaste större samhälle är Thívai, 17,6 km norr om Vília. 